# Etropolska planina
Etropolska planina (bulgariska: Етрополска планина) är en bergskedja i Bulgarien. Den ligger i regionen Sofijska oblast, i den centrala delen av landet, 50 km öster om huvudstaden Sofia.
I omgivningarna runt Etropolska planina växer i huvudsak lövfällande lövskog. Runt Etropolska planina är det glesbefolkat, med 13 invånare per kvadratkilometer.